# さかえ倶楽部スキー場
さかえ倶楽部スキー場（さかえくらぶスキーじょう）は、長野県下水内郡栄村にある村営のスキー場である。平日には極力非圧雪であることを謳っている。

## 沿革

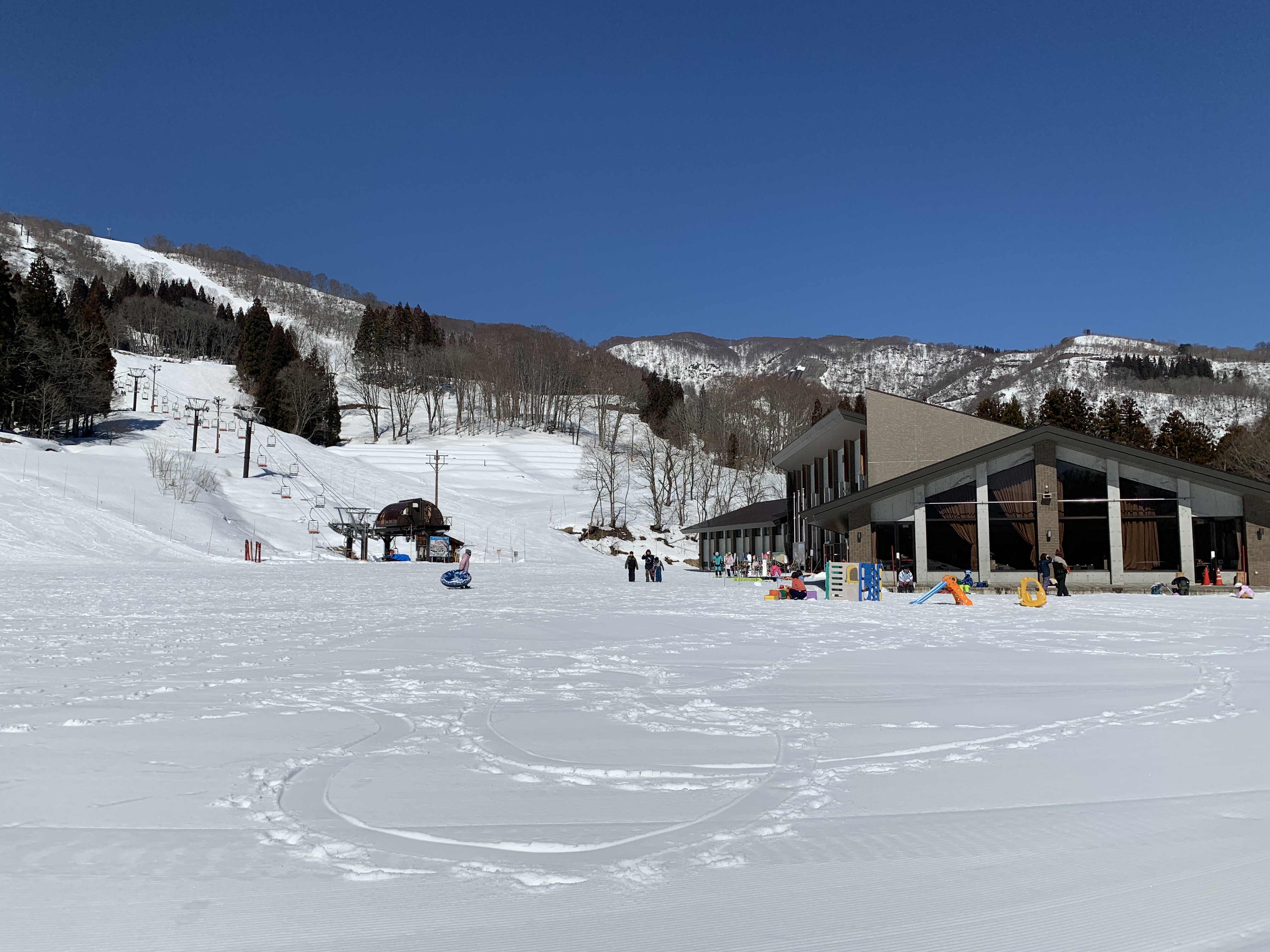
センターハウス

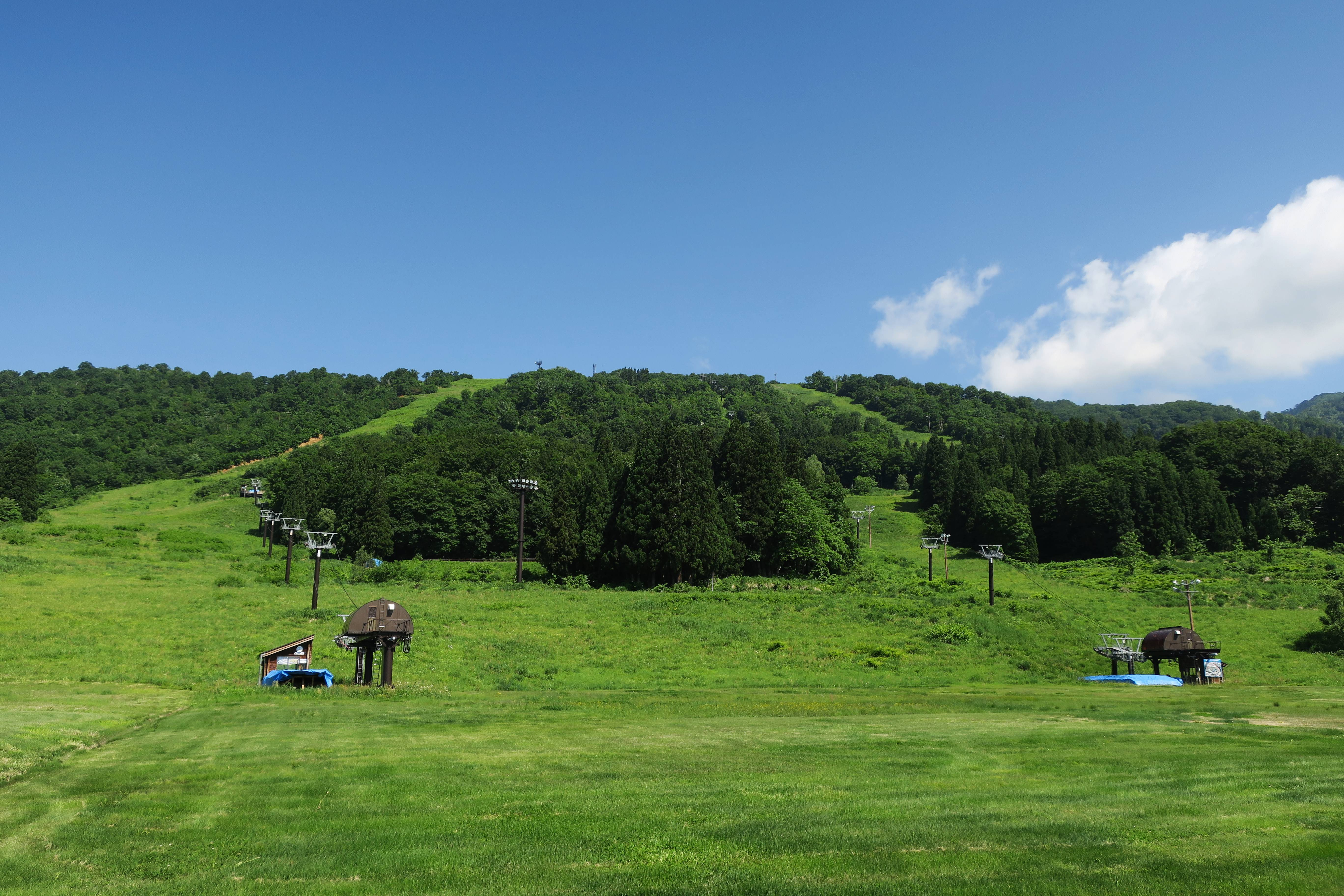
夏のスキー場の様子

- 1996年12月 開業[1]

## アクセス
- 鉄道
  - 飯山線森宮野原駅よりタクシーで5分[2]
- 車
  - 上信越自動車道豊田飯山ICより国道117号経由で40分[2]
  - 関越自動車道塩沢石打ICより国道353号・国道117号経由で50分[2]

## その他
- レストランで食事をした場合に限り、野沢菜漬けが食べ放題になる[6]。